# 1906 dans le catholicisme
Chronologie du catholicisme
- 1902
- 1903
- 1904
- 1905
- 1906
- 1907
- 1908
- 1909
- 1910

Cet article présente les faits marquants de l'année 1906 dans le catholicisme.

## Évènements
- 2 janvier : En France, une circulaire ministérielle déclenche les troubles liés à la Querelle des Inventaires.
- 11 février : Vehementer nos, encyclique de Pie X sur la loi de séparation des Églises et de l'État en France[1]
- 5 avril : Tribus Circiter, encyclique de Pie X sur les mariavites ou prêtres mystiques en Pologne
- 28 juillet : Pieni L'Animo, encyclique de Pie X sur le clergé en Italie
- 10 août : Gravissimo officii munere, encyclique de Pie X sur les associations cultuelles en France
- 15 au 19 août : Congrès eucharistique international à Tournai.

## Naissances
Janvier
- 1er janvier : Louis Ferrand, prélat français, archevêque de Tours († 9 mai 2003)
- 17 janvier : Roger Verneaux, prêtre, philosophe, enseignant et auteur français († 10 février 1997)
- 19 janvier : Paul Testoris, prêtre français († 9 octobre 1985)

Février
- 5 février : Josef Schneider, prélat allemand, archevêque de Bamberg († 18 janvier 1998)
- 17 février : Richard Duchamblo, prêtre, auteur et résistant français, Juste parmi les nations († 27 décembre 2003)
- 22 février : Egano Righi-Lambertini, cardinal italien de la Curie, diplomate du Saint-Siège et archevêque titulaire de Dioclée (de) († 4 octobre 2000)
- 26 février : Egidio Vagnozzi, cardinal italien de la Curie, diplomate du Saint-Siège et archevêque titulaire de Myre (de) († 26 décembre 1980)

Mars
- 6 mars : Robert Alesch, prêtre luxembourgeois fusillé pour collaboration avec les nazis († 25 janvier 1949)
- 8 mars : Pierre-Marie Puech, prélat français, évêque de Carcassonne, précédemment évêque titulaire de Doliché (de) († 1er janvier 1995)
- 12 mars : John William Comber, prélat et missionnaire américain, supérieur général de Maryknoll († 27 mars 1998)
- 25 mars : Michel-Louis Vial, prélat français, évêque de Nantes († 5 juin 1995)
- 29 mars : Émile Legault, prêtre et comédien canadien († 28 août 1983)

Avril
- 2 avril : 
  - Louis Beirnaert, prêtre jésuite et psychanalyste français († 30 avril 1985)
  - Alphonse-Marie Parent, prêtre et enseignant canadien († 7 octobre 1970)
- 9 avril : Bienheureuse Natalia Tułasiewicz, enseignante, militante catholique, résistante et martyre polonaise du nazisme († 31 mars 1945)
- 13 avril : Henri Godin, prêtre et écrivain français, l'un des premiers prêtres ouvriers († 16 janvier 1944)
- 24 avril : Jean-Pierre Dozolme, prélat français, évêque du Puy-en-Velay († 4 juin 1990)

Mai
- 20 mai : Giuseppe Siri, cardinal italien, archevêque de Gênes († 2 mai 1989)
- 22 mai : Marian de Turin, prêtre capucin, homme de lettres, animateur de télévision et de radio et vénérable italien († 27 mars 1972)
- 24 mai : Raffaele Forni, prélat suisse, diplomate du Saint-Siège et archevêque titulaire d'Ægina (de) († 29 septembre 1990)
- 29 mai : Marshall Moran, prêtre jésuite, éducateur et missionnaire américain en Inde et au Népal († 14 avril 1992)

Juin
- 1er juin : Charles-Émile Gadbois, prêtre et musicien canadien († 24 mai 1981)
- 4 juin : Gilles Barthe, prélat français, évêque de Fréjus († 14 juillet 1993)
- 7 juin : Alexandre Renard, cardinal français, archevêque de Lyon († 8 octobre 1983)
- 13 juin : Pierre Gardette, prêtre, dialectologue et académicien français († 22 juillet 1973)
- 18 juin : Julio Rosales, cardinal philippin, archevêque de Cebu († 2 juin 1983)

Juillet
- 2 juillet : Philip Francis Pocock, prélat canadien, archevêque de Toronto († 6 septembre 1984)
- 11 juillet : Paul Louis, prêtre, personnalité des patronages et résistant français († 24 juin 1962)
- 27 juillet : Bienheureuse Marie Pilar Izquierdo Albero, religieuse espagnole, fondatrice de l'Œuvre missionnaire de Jésus et Marie († 27 août 1945)
- 28 juillet : Claude Mondésert, prêtre jésuite et théologien français († 12 septembre 1990)

Août
- 11 août : Maxime Le Grelle, prêtre jésuite et écrivain belge († 14 mars 1984)
- 14 août : Dino Staffa, cardinal italien de la Curie, précédemment archevêque titulaire de Césarée-en-Palestine († 7 août 1977)
- 24 août : Ludwig Ott, prêtre, théologien et historien médiéviste allemand († 25 août 1985)

Septembre
- 30 septembre : Alfredo Bruniera, prélat italien, diplomate du Saint-Siège et archevêque titulaire de Claudiopolis-en-Honoriade (de) († 26 mars 2000)

Octobre
- 21 octobre : 
  - Ernesto Civardi, cardinal italien de la Curie, précédemment archevêque titulaire de Serdica (de) († 28 novembre 1989)
  - Marius Jolivet, prêtre et résistant français, Juste parmi les nations († 25 mars 1964)

Novembre
- 1er novembre : Bienheureux Fidèle Chojnacki, prêtre capucin et martyr polonais du nazisme († 9 juillet 1942)
- 2 novembre : Maurice Pourchet, prélat français, évêque de Saint-Flour († 2 janvier 2004)
- 14 novembre : Hermann Schäufele, prélat allemand, archevêque de Fribourg-en-Brisgau († 26 juin 1977)
- 16 novembre : Octavio Antonio Beras Rojas, cardinal dominicain, archevêque de Saint-Domingue († 30 novembre 1990)
- 24 novembre : René de Naurois, prêtre, résistant et ornithologue français, compagnon de la Libération, Juste parmi les nations († 12 janvier 2006)

Décembre
- 2 décembre : Bienheureux Daniel Dajani, prêtre jésuite et martyr albanais († 5 mars 1946)
- 3 décembre : Marc-Armand Lallier, prélat français, archevêque de Besançon († 11 janvier 1988)
- 11 décembre : Raffaele Calabria, prélat italien, archevêque de Bénévent († 24 mars 1984)
- 22 décembre : Paul Seitz, prélat et missionnaire français, évêque de Kontum († 24 février 1984)
- 24 décembre : Joseph Höffner, cardinal allemand, archevêque de Cologne († 16 octobre 1987)
- 27 décembre : Jean Chevalier, écrivain, philosophe et théologien français († 6 février 1993)

## Décès
- 20 janvier : Bienheureux Marcelo Spínola y Maestre, cardinal espagnol, archevêque de Séville (° 14 janvier 1835)
- 25 janvier : Pierre-Lambert Goossens, cardinal belge, archevêque de Malines et primat de Belgique (° 18 juillet 1827)
- 8 février : Bienheureuse Joséphine Gabrielle Bonino, religieuse italienne, fondatrice des Sœurs de la Sainte Famille de Savillan (° 5 septembre 1843)
- 10 février : Adolphe Perraud, cardinal français, évêque d'Autun, membre de l'Académie française (° 7 février 1828)
- 15 février : Achille Manara, cardinal italien, archevêque d'Ancône (° 20 novembre 1827)
- 9 mars : Cornelius O'Brien, prélat canadien, évêque de Halifax (° 4 mai 1843)
- 12 mars : Marie Kugel, écrivaine, journaliste et militante anarchiste catholique française (° 9 octobre 1871)
- 25 mars : Bienheureuse Marie Rose Flesch, religieuse allemande, fondatrice des Franciscaines de la Bienheureuse Vierge Marie des Anges (° 24 février 1826)
- 14 avril : Giuseppe Callegari, cardinal italien, évêque de Padoue (° 4 novembre 1841)
- 21 avril : Guillaume-Marie-Joseph Labouré, cardinal français, archevêque de Rennes (° 27 octobre 1841)
- 11 mai : Pierre-Marie-Frédéric Fallières, prélat français, évêque de Saint-Brieuc (° 9 avril 1834)
- 12 mai : Théodore Dalhoff, prélat allemand, missionnaire en Inde, archevêque de Bombay (° 20 avril 1837)
- 7 juin : Giuseppe Macchi, prélat italien, diplomate du Saint-Siège et archevêque titulaire d'Amasea (de) puis de Thessalonique (de), précédemment évêque auxiliaire de Palestrina et évêque titulaire de Gadara (de) (° 10 juin 1845)
- 27 juin : Pierre-Marie Osouf, prélat et missionnaire français, premier archevêque de Tokyo (° 26 mai 1829)
- 11 juillet : Benoît Forestier, prêtre et missionnaire français (° 20 septembre 1821)
- 16 août : Bienheureuse Petra Pérez Florido, religieuse espagnole, fondatrice des Mères des abandonnés et de saint Joseph de la montagne (° 7 décembre 1845)
- 19 août : Saint Ézéchiel Moreno y Díaz, prélat et missionnaire espagnol aux Philippines et en Colombie, évêque de Pasto (° 9 avril 1848)
- 9 septembre : Jean-Amand Lamaze, prélat et missionnaire français, vicaire apostolique d'Océanie centrale et évêque titulaire d'Olympe (de) (° 28 mars 1833)
- 16 septembre : Augustin-Victor Deramecourt, prélat français, évêque de Soissons (° 7 mars 1841)
- 28 septembre : Émile Le Camus, prélat français, évêque de La Rochelle (° 24 août 1839)
- 2 novembre : Joseph-Marie Orhand, prêtre jésuite et aumônier militaire français (° 28 septembre 1934)
- 29 décembre :  
  - Felice Cavagnis, cardinal italien de la Curie (° 13 janvier 1841)
  - Luigi Tripepi, cardinal italien de la Curie (° 21 juin 1836)